# Ban Bí thư Trung ương Đảng Nhân dân Cách mạng Lào
Ban Bí thư Trung ương Đảng Nhân dân Cách mạng Lào là cơ quan trực thuộc Ban Chấp hành Trung ương Đảng Nhân dân Cách mạng Lào.

## 1972-1982
1.Kaysone Phomvihane
2.Nouhak Phoumsavan
3.Phoun Sipaseut
4.Sisomphon Lovansay
5.Sali Vongkhamsao (Bổ sung)
6.Sisavat Keobounphan (Bổ sung)

## 1982-1986
1.Kaysone Phomvihan
2.Nouhak Phoumsavan
3.Khamtai Siphandon
4.Phoun Sipaseut
5.Sisomphon Lovansai
6.Sali Vongkhamsao
7.Sisavat Keobounphan
8.Saman Vi-gnaket
9.Maichantan Sengmani

## 1986-1991
1.Kaysone Phomvihane
2.Khamtay Siphandone
3.Sisavath Keobounphanh
4.Saly Vongkhamsao
5.Maichantan Sengmany
6.Samane Vignaket
7.Oudom Khattigna
8.Choummaly Sayasone
9.Somlat Chanthamat

## 2006-2011
1.Bounnhang Vorachith, Phó Chủ tịch nước, Thường trực Ban Bí thư
2.Asang Laoly, Phó Thủ tướng, Chủ nhiệm Ủy ban Kiểm tra Trung ương
3.Douangchay Phichith, Phó Thủ tướng, Bộ trưởng Bộ Quốc phòng
4.Bunthong Chitmani, Trưởng ban Tổ chức Trung ương
5.Sombat Yealyheu, Bí thư Thành ủy Viêng Chăn
6.Thongbanh Sengaphone, Bộ trưởng Bộ An ninh

## 2011-2016
1.Choummaly Sayasone
2.Bounnhang Vorachit (Thường trực Ban Bí thư)
3.Bounthong Chitmany
4.Bounpone Bouttanavong
5.Thongban Seng-aphone
6.Chansy Phosikham
7.Soukan Mahalath
8.Sengnuan Xayalath
9.Cheuang Sombounkhanh

## 2016-2021
1. Bounnhang Volachith
2. Bounthong Chithmany
3. Phankham Viphavan (Thường trực Ban Bí thư)
4. Chansy Phosikham
5. Khamphan Phommathat
6. Kikeo Khaykhamphithoune
7. Trung tướng Somkeo Silavong
8. Trung tướng Vilay Lakhamphong
9. Thượng tướng Sengnuan Xayalath

## 2021-2026
1. Thongloun Sisoulith
2. Bounthong Chithmany (Thường trực Ban Bí thư)
3. Khamphan Phommathat
4. Sisay Ludetmounsone
5. Khamphan Pheuyavong
6. Anouphap Tounalom
7. Thongsalit Mangnomek
8. Sounthone Xayachak
9. Viengthong Siphandone